# Чантурия, Арзамет Сабаевич
Арзамет Сабаевич Чантурия (1913 год, село Лыхны, Сухумский округ, Кутаисская губерния, Российская империя — 25 января 1977 года, село Лыхны, Гудаутский район, Абхазская АССР, Грузинская ССР) — звеньевой колхоза имени Молотова Гудаутского района, Абхазская АССР, Грузинская ССР. Герой Социалистического Труда (1948).

## Биография
Родился в 1911 году в крестьянской семье в селе Лыхны Сухумского округа.
С подросткового возраста трудился в личном сельском хозяйстве. Во время коллективизации одним из первых вступил в колхоз имени Молотова Гудаутского района. Трудился рядовым колхозником. В последующем служил в органах Комиссариата внутренних дел в Гудауте до призыва в 1941 году в Красную Армию по мобилизации.
Участвовал в Великой Отечественной войне. В одном из сражений получил ранение, после излечения комиссован в октябре 1944 года. Проживал в Москве, где трудился начальником охраны завода «Сантехдеталь», сварщиком. В 1946 году возвратился в родное село, где стал трудиться звеньевым полеводческого звена в колхозе имени Молотова Гудаутского района.
В 1947 году бригада под его руководством собрала в среднем с каждого гектара по 87,46 центнера кукурузы на участке площадью 6 гектаров. Указом Президиума Верховного Совета СССР от 21 февраля 1948 года удостоен звания Героя Социалистического Труда за «получение высоких урожаев кукурузы и пшеницы в 1947 году» с вручением ордена Ленина и золотой медали «Серп и Молот» (№ 758).
Этим же Указом званием Героя Социалистического Труда были награждены труженики колхоза имени Молотова Гудаутского района бригадир Калистрат Константинович Сакания, звеньевые Алексей Хабугович Барзания, Самсон Хабугович Барзания, Кязим Османович Бганба и Теймур Согумович Джарсалия.
Избирался депутатом Лыхненского сельского Совета народных депутатов.
Проживал в родном селе Лыхны Гудаутского района. Скончался 25 апреля 1977 года.